# Publius Mucius Scævola (consul en -133)
Pour les articles homonymes, voir Mucius Scævola.
Publius Mucius Scaevola est un célèbre jurisconsulte de la République romaine au IIe siècle av. J.-C., consul et pontifex maximus.

## Biographie
En 133 av. J.-C., il est consul avec comme collègue Lucius Calpurnius Piso Frugi. Son avis de juriste est sollicité par son ami le tribun de la plèbe Tiberius Gracchus pour son projet de loi agraire, auquel s'oppose la faction conservatrice du Sénat menée par Scipion Nasica. Ultérieurement et au nom de la légalité, Scaevola incite le Sénat à refuser l’emploi de la violence que préconise Nasica contre Gracchus. Il ne peut néanmoins empêcher Tiberius Gracchus d'être tué dans une émeute suscitée par Scipion Nasica. Lorsque Nasica est mis en accusation pour le meurtre de Gracchus, Scaevola propose de prendre sa défense. Nasica s'en tire sans condamnation, mais est envoyé par le Sénat en Asie sous prétexte d'une mission officielle.
Par la suite en 130 av. J.-C., Scaevola succède à son frère Crassus comme pontifex maximus, suprême dignité parmi les prêtrises romaines qu'il exerce jusqu'à la fin de ses jours. Dans cette charge, il est le dernier pontife à publier les annales maximi.
Il décède en 115 av. J.-C.. Il publia dix livres de droit, dont il ne subsiste que des citations.

## Postérité
Cicéron vante la précision et la clarté des raisonnements juridiques de Scaevola, notamment dans les délicates affaires de testament, ainsi que son élégance d'expression.
Quintilien le donne en exemple de mémorisation des enchaînements, par cette anecdote : revenant chez lui après avoir perdu une partie d'un jeu ressemblant au trictrac, Scaevola repassa de tête tous les coups joués et repéra le coup qui l'avait fait perdre. Retrouvant son adversaire, il lui récita la série de coups de la partie, dont son adversaire reconnut l'exactitude.
Pomponius le considère comme l'un des trois fondateurs du droit civil romain, avec Brutus et Manilius.
Son fils sera consul en 95 av. J.-C.